# Campeonato Sergipano de Futebol de 1973
O Campeonato Sergipano de Futebol de 1973 foi a 50º edição da divisão principal do campeonato estadual de Sergipe. O campeão foi o Itabaiana que conquistou seu 2º título na história da competição. O artilheiro do campeonato foi Duda, jogador do Itabaiana, com 17 gols marcados.
Esse foi o segundo título da equipe do interior, quebrando uma sequência de 3 títulos seguidos do Sergipe que havia sido tricampeão.
A final foi disputada entre essas duas agremiações, sendo duas partidas no Batistão e apenas uma no Médici.
A primeira partida foi disputada no Batistão, em uma quarta-feira, dia 15 de agosto, o placar foi: Sergipe 1x0 Itabaiana.
A segunda partida foi realizada no Médici, num domingo, dia 19 de Agosto e o resultado: Itabaiana 1x0 Sergipe.
Na terceira e última partida, dia 22 de agosto de 1973, no Batistão, houve um empate em 1x1 entre as equipes.
A decisão ficou mesmo para os pênaltis e o Tricolor não deu chances ao Vermelhinho: converteu 4 penalidades, enquanto o time da capital não marcou nenhuma vez. O Tremendão e o interior mais uma vez alcançaram a glória de ser campeão sergipano.

## Premiação
| Campeonato Sergipano de 1973  |
| Itabaiana                     |
| ----------------------------- |
| Itabaiana Campeão (2º título) |